# وينستون إبراهام
وينستون إبراهام (بالإنجليزية: Winston Abraham)‏ هو لاعب كرة قدم أسترالية أسترالي، ولد في 29 سبتمبر 1974 في ناروجين في أستراليا.

## وصلات خارجية
- وينستون إبراهام على موقع AustralianFootball.com (الإنجليزية)
- وينستون إبراهام على موقع AFLtables.com (الإنجليزية)